# Panagaeus quadrisignatus
Panagaeus quadrisignatus är en skalbaggsart som beskrevs av Chevolat. Panagaeus quadrisignatus ingår i släktet Panagaeus och familjen jordlöpare. Inga underarter finns listade i Catalogue of Life.